# 옥진욱
옥진욱(1997년 1월 6일 ~ )은 트로트 보이그룹 다섯장의 멤버이다. 현재는 배우로 활동하고 있다.

## 학력
- 부산동성고등학교
- 서울예술대학교

## 방송
- 2020년 TV조선 《내일은 미스터트롯》
- 2020년 MBC 《최애 엔터테인먼트》

## 드라마
- 2021년 KBS1 《속아도 꿈결》 - 금인서 역
- 2022년 heavenly 《겨울지나 벚꽃》 - 서해봄 역
- 2021년 디즈니 플러스 《 3인칭 복수 》 - 마낙준 역